# سیارک ۲۴۲۱۹
سیارک ۲۴۲۱۹ (به انگلیسی: 24219 Chrisodom، نامگذاری:1999XW71) بیست و چهار هزار و دویست و نوزدهمین سیارک کشف شده‌است که در ۷ دسامبر ۱۹۹۹ کشف شد.
قدر مطلق سیارک برابر ۱۶.۲ است.